# Castéron
Castéron ist eine französische Gemeinde mit 52 Einwohnern (Stand: 1. Januar 2022) im Département Gers in der Region Okzitanien. Sie gehört zum Kanton Fleurance-Lomagne und zum Arrondissement Condom. 

## Lage
Die Sère entspringt im Weiler Brétous in der Gemeindegemarkung von Castéron, ebenso der Cameson in der Nähe des Gemeindehauptortes.
Die Gemeinde grenzt im Nordwesten an Marsac, im Norden an Montgaillard, im Nordosten an Maumusson, im Osten an Glatens, im Südosten an Lamothe-Cumont (Berührungspunkt) und Cumont, im Süden an Pessoulens, im Südwesten an Gaudonville und im Westen an Mauroux.

## Bevölkerungsentwicklung
| Jahr      | 1962 | 1968 | 1975 | 1982 | 1990 | 1999 | 2008 | 2017 |
| --------- | ---- | ---- | ---- | ---- | ---- | ---- | ---- | ---- |
| Einwohner | 141  | 128  | 116  | 97   | 67   | 58   | 67   | 52   |